# مختار حسني
مختار حسني (مواليد 19 مارس 1952) هو لاعب كرة قدم. لعب مع منتخب تونس لكرة القدم. سبق له أن لعب في كأس العالم لكرة القدم مع منتخب بلاده.

## روابط خارجية
- مختار حسني على موقع الاتحاد الدولي (مؤرشف)  (الإنجليزية)
- مختار حسني على موقع قاعدة بيانات كرة القدم.إي يو (الإنجليزية)
- مختار حسني على موقع ناشيونال فوتبول تيمز (الإنجليزية)
- مختار حسني على موقع Soccerway.com (الإنجليزية)
- مختار حسني على موقع عالم كرة القدم.نت (الإنجليزية)